# Hasbergen
Hasbergen è un comune di 11 024 abitanti, della Bassa Sassonia, in Germania.
Appartiene al circondario (Landkreis) di Osnabrück (targa OS).
Ad Hasbergen ha sede l'azienda di macchine agricole Amazonen-werke.